# 12 Finger Dan

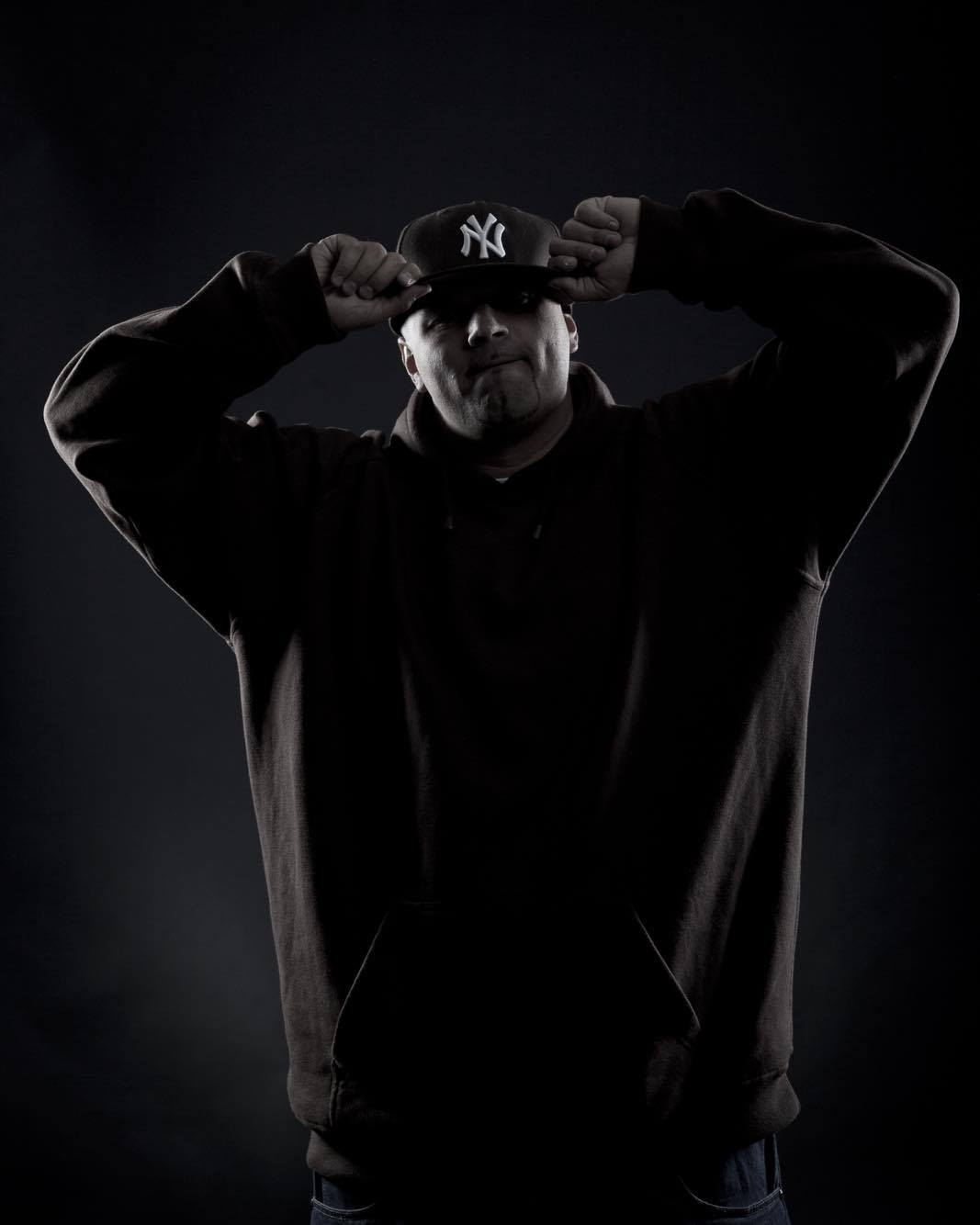
12 Finger Dan

12 Finger Dan (* 1978 in Bukarest, Rumänien; bürgerlicher Name: Dan Rosca) ist ein rumänisch-deutscher DJ und Musikproduzent aus Hamburg.

## Leben
Aufgewachsen in Bukarest, zog Dan Rosca 1983 mit seiner Familie nach Hamburg. Zum Ende der 1980er-Jahre hin, im Alter von 10 Jahren, kam er zum ersten Mal mit der Hip-Hop-Kultur in Berührung. Die damalige Musik von EPMD, Biz Markie, N.W.A., Public Enemy und Eric B. & Rakim hatte einen großen Einfluss auf ihn. Im Jahre 1992 schrieb Rosca unter dem Pseudonym Hellraza seine ersten Rapzeilen auf Englisch, bevor er ein Jahr später in die Enemy-Crew (später Da Enemyz), einer Hip-Hop-Formation aus seinem Freundeskreis, aufgenommen wurde. Als Rosca bewusst wurde, dass die US-Gruppe Sunz of Man ebenfalls einen MC namens Hellraza beherbergte, änderte Rosca seinen Künstlernamen in „Soulkrates“. Anfang 1995 entdeckte er das Auflegen und Scratchen für sich und produzierte seine ersten Mixtapes. Ein Jahr später lernte Rosca B-Base, der u. a. mit den Reimbanditen und der Deutschen Reimachse auf dem Label Polydor als Produzent und DJ tätig war, in einem Workshop im Haus der Jugend in Hamburg-Stellingen kennen. B-Base produzierte einige Songs von Da Enemyz, und so kam auch Rosca durch seine Unterstützung zur Musikproduktion.
1999 beendete Rosca seine aktive Laufbahn als Rapper und war fortan nur noch als DJ und Musikproduzent aktiv. Anfang 2000 änderte er erneut seinen Künstlernamen in First Dan, bevor er sich 2003 den bisher endgültigen Künstlernamen „12 Finger Dan“ zulegte.
Im Februar 2005 gründeten B-Base und Rosca das DJ- und Produzententeam „Soulbrotha“, das sich thematisch ausschließlich mit Soul, Funk und Boom-Bap-Hip-Hop auseinandersetzte. Die erste Vinylveröffentlichung erfolgte 2009 mit der LP Collector’s Item auf der Hip-Hoper wie DJ Premier, Craig G, Sadat X, Kev Brown und einige mehr zu hören sind. Daraufhin folgten 2011 und 2012 die Connexion EP und die That’s It EP zusammen mit P!Jay sowie eine Single aus dem Jahr 2014, ebenfalls in Zusammenarbeit mit P!Jay und der Klamottenmarke Kingdrips aus Hamburg.
Seit 2010 produziert Rosca die Radioshow Backspin FM vom Backspin Hip Hop Magazin zusammen mit Niko Hüls, dem Geschäftsführer der Backspin. Bei der Backspin war er in den Jahren 2008 bis 2013 auch als freier Redakteur tätig.
Seit einigen Jahren ist Rosca auch als Toningenieur tätig und hat einige Projekte von Hip-Hop-Künstlern wie z. B. Craig G, El Da Sensei, DJ Koss, Billy Danze (M.O.P.), Beneficence, Masta Ace oder Edo G produziert.

## Stil
Der Musikstil von Rosca ist geprägt vom Soul und Funk der 1970er-Jahre. Seine Produktionen sind ausschließlich samplebasiert, die in die Kategorie Boom-Bap-Hip-Hop eingeordnet werden können. Auf den Alben des Rappers Albino sind von ihm zum Teil auch melancholische Produktionen zu hören. Er bevorzugt es mit der SP1200 von E-MU zu produzieren. Als DJ ist er im Bereich des Turntablism aktiv und hat bei einigen regionalen DJ-Battles teilgenommen.

## Diskografie

### Mit Soulbrotha
- 2009: Collector’s Item (Album)
- 2011: The Connexion EP (EP)
- 2013: That’s It (EP, mit P!Jay)
- 2014: Echt zum Spiel/3 Emcees (Single, mit P!Jay & Kingdrips)
- 2016: The Golden Era Isn't Finished (EP)
- 2016: 2009–2015 (Album)
- 2016: Louder Than Ever (Single mit Phantasm von den Cella Dwellas)

### Produktionen
- 2002: Albino – Vogelfrei (Album)
- 2004: MVK – Gott und die Welt (EP)
- 2005: Madcap – Traumland (Album)
- 2005: Lenny Lobster – The Short Story (Album)
- 2005: Albino – Kein Frieden (EP)
- 2005: Das Syndikat – Echolot (EP)
- 2006: Albino – Überlebenstraining (Album)
- 2007: Flashmaster Ray – Hamburg am Mic (Album)
- 2007: Independenzia – Freie Entfaltung (Album)
- 2007: Chaoze One – Fame (Album)
- 2008: Plan 88 – 88 Is Great (Album)
- 2008: Callya – Vergessenes Feuer (Album)
- 2008: Rebels to the Grain – There’s Something in the Seeds (Album)
- 2008: Nut-Rageous (Nutso) – Nuts & Screws (Single)
- 2008: Chaoze One – Letztes Kapitel (Album)
- 2009: Freestyle Professors – Gryme Tyme (Album)
- 2010: Albino & Callya – Im Augenblick (EP)
- 2011: Flashmaster Ray – Der Boss am Bass (Album)
- 2011: Beneficence – Sidewalk Science (Album)
- 2012: Beneficence – Concrete Soul (Album)
- 2012: Albino – Natura Libera (Album)
- 2013: P!Jay – That Ain’t Hip Hop (Single)
- 2013: Albino – Anderland (Album)
- 2013: DJ Koss & El Da Sensei – We Want More (EP)
- 2014: Flashmaster Ray – Flashback (Album)
- 2015: Eljot Quent – Bilder und Zeichen / Batman ist tot – Remixes (EP)